# Felsőzsolca–Hidasnémeti-vasútvonal
A 90. számú Felsőzsolca–Hidasnémeti-vasútvonal a MÁV Pályaműködtetési Zrt. egyvágányú 25 kV 50 Hz-cel villamosított vasúti fővonala Borsod-Abaúj-Zemplén vármegyében, a Hernád folyó völgyében fut. Közvetlen kapcsolattal rendelkezik Szlovákiába Kassa felé. 1997-ben villamosították.

## Története
Eredetileg 1860. augusztus 14-én adták át a forgalomnak a Miskolc–Kassa-vasútvonalat, melyet a Tiszavidéki Vasúttársaság üzemeltetett az államosításig. 1920-ban a trianoni békeszerződéssel a vasútvonal kisebbik, Tornyosnémetitől Kassáig tartó 25 km-es szakasza Csehszlovákiához került. 1938-tól 1945-ig ismét a teljes vonal Magyarországhoz tartozott.
A vasútvonalon néhány változtatás történt az elmúlt évtizedek során. 1949-ben létesítették Ongaújfalu megállóhelyet, mely 2009-ben kihasználatlanság miatt megszűnt. Ináncs megállóhely 1958-ban létesült, a település lakóinak munkájának hála. Hernádszentandrás megállóhelye a kihasználatlanság miatt a hetvenes években megszűnt. Hernádvécse az 1990-es évek közepéig létezett, bár nem minden vonat állt meg ott, azonban az 1997-es pályafelújítással egybekötött villamosításkor felszámolták. Hernádszurdokon 1996. június 5-én a közúti átjáróban halálos közlekedési baleset történt, a megállóhely épülete az esemény következtében megsemmisült, helyette másikat létesítettek. Az 1960-as évek elejéig még létezett Tornyosnémeti megállóhelye is, ezt a határ közelsége és megállóhelyi jellege miatt felszámolták.
Érdekesség, hogy Méra megállóhelyet korábban Felsőmérának hívták, az egységes Méra község létrejöttével kapta mai nevét. Ugyanez igaz Novajidrány állomására is: az 1940-es évekig a közeli Garadna település után kapta a nevét, Alsónovaj, Felsőnovaj, és Idrány egyesülését követően az egységes Novajidrány nevét vette fel, amelynek így a területén feküdt.
A vasútvonal állapota, az 1997-es átfogó felújítás és villamosítás ellenére nem a legtökéletesebb, főként a belvíz okozta rongálódások miatt sok helyen van sebességkorlátozás. Egy határokon átnyúló projekt keretében tervezik Miskolc és Kassa között teljes körű rekonstrukcióját, a modern igényeknek megfelelően.
Két iparvágány kapcsolódott a vonalhoz: az egyik Felsőzsolca és Onga között kanyarodott ki a pályából (mára felszedték), a másik pedig Forró-Encs állomásból közvetlenül (ez a mai napig megvan, részben villamosítva).

## Pálya
| Kezdőpont        | Végpont          | Hossz [km] | Sebesség [km/h] |
| ---------------- | ---------------- | ---------- | --------------- |
| Felsőzsolca      | Onga             | 6          | 100             |
| Onga             | Ongaújfalu       | 3          | 60              |
| Ongaújfalu       | Szikszó-Vásártér | 5          | 80              |
| Szikszó-Vásártér | Szikszó          | 2          | 40              |
| Szikszó          | Halmaj           | 10         | 100             |
| Halmaj           | Halmaj           |            | 40              |
| Halmaj           | Ináncs mh.       | 6          | 100             |
| Ináncs mh.       | Forró-Encs       | 7          | 80              |
| Forró-Encs       | Forró-Encs       |            | 60              |
| Forró-Encs       | Méra             | 4          | 60–100          |
| Méra             | Novajidrány      | 5          | 80–100          |
| Novajidrány      | Hernádvécse      | 8          | 60–80           |
| Hernádvécse      | Hernádszurdok    | 2          | 80–100          |
| Hernádszurdok    | Hidasnémeti      | 3          | 80              |
| Hidasnémeti      | Hidasnémeti      |            | 40              |

## Forgalom
Magyarország egyik legforgalmasabb vidéki vasútvonala. Jelentős a regionális forgalom. A vonalon ütemes menetrendben indulnak személyvonatok Miskolc-Tiszai felé. A Budapest-Kassa útvonalú Hernád nemzetközi InterCity-k is erre közlekednek, két óránként.
A Budapest–Murakeresztúr-vasútvonalhoz hasonlóan itt is a közepes teherforgalom jellemző.

## Járművek
Az ütemes menetrendben közlekedő személyvonatokat 2015-től 2020 decemberéig BDVmot motorvonatok továbbították. Korábban hétvégente előfordult 1 pár Stadler FLIRT motorvonat is. 2015-ig MÁV V43-as mozdonyok által vontatott vonatok közlekedtek By, Byh, valamint Bo kocsikkal. A vonatok élén ritkán előfordult a MÁV V46-os, a MÁV V63-as, a MÁV 480-as, valamint a MÁV 1047-es sorozatú mozdony is. 1997-ig a személyvonatokon MÁV M41-es mozdonyok közlekedtek ingavonatokkal. A 2020. decemberi menetrendváltás óta változóan V43-as, V63-as, 1047-es/182-es sorozatú mozdonyok továbbítják a szerelvényeket, melyek gerince a Budapest–Miskolc–Hidasnémeti–Kassa útvonalon kétórás ütemben közlekedő Hernád-Zemplén Intercityk, közvetlen kocsikkal (Zemplén IC stokk) Sátoraljaújhelybe.
A nemzetközi InterCity vonatok általában ZSSK szabványú Apeer, Bmeer, Bpeer, Beer kocsikkal közlekednek MÁV V43-as sorozatú villamosmozdonnyal.
 A tehervonatokat többnyire magánvasúti gépek továbbítják, de ritkán előfordul a Rail Cargo Hungaria, a Rail Cargo Austria valamint az ÖBB által működtetett 1116-os sorozatú mozdony, valamint a MÁV V43-as, a MÁV V46-os, a MÁV V63, a MÁV 480-as valamint a MÁV 1047-es sorozat is. A nehezebb tehervonatokat MÁV M61-es valamint MÁV M62-es mozdony továbbítja. A gyomirtó meneteket jellemzően MÁV M47-es mozdonyokkal bonyolítják.

## Galéria

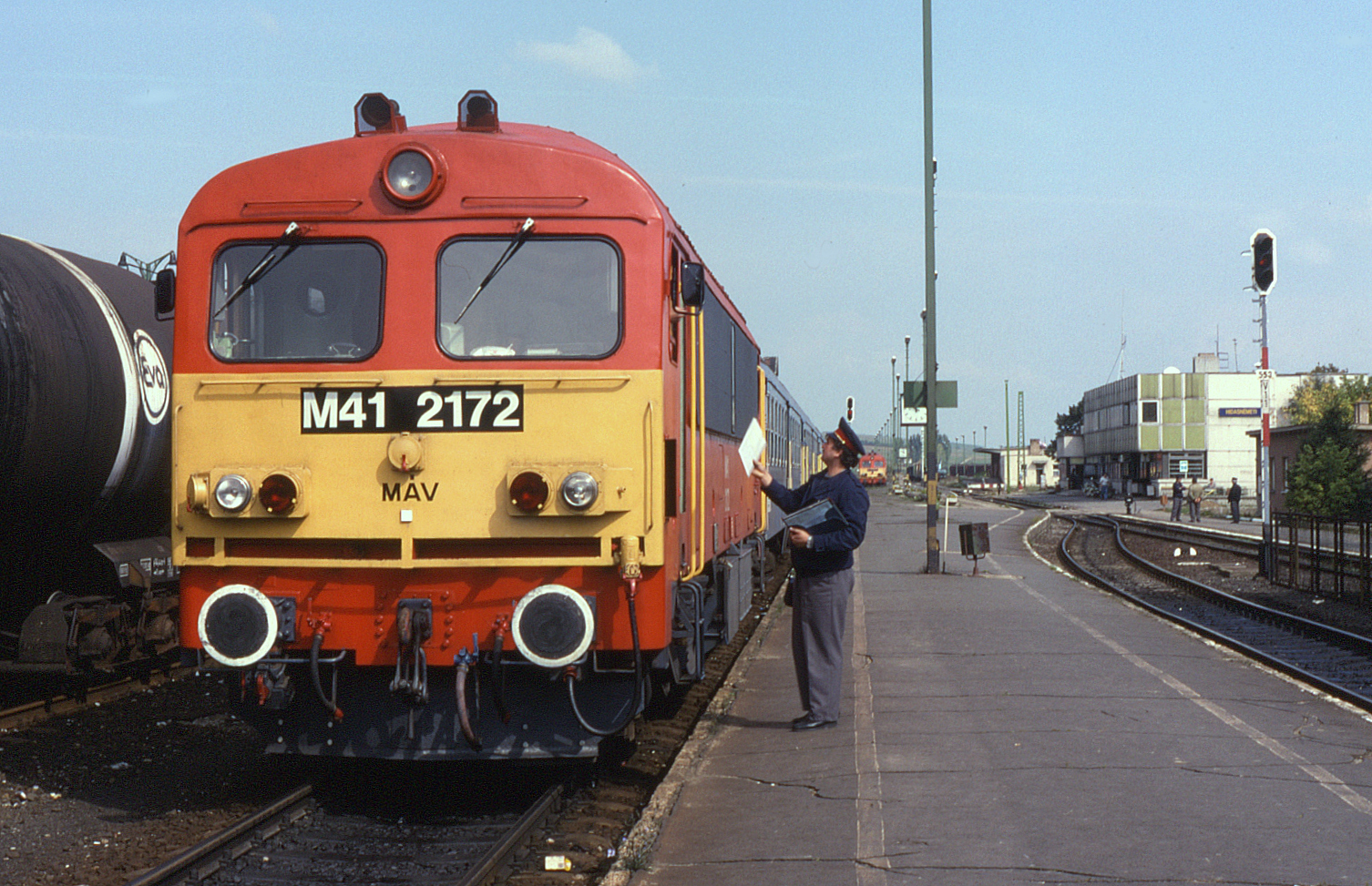
MÁV M41-es ingavonat Hidasnémeti állomáson 1996-ban
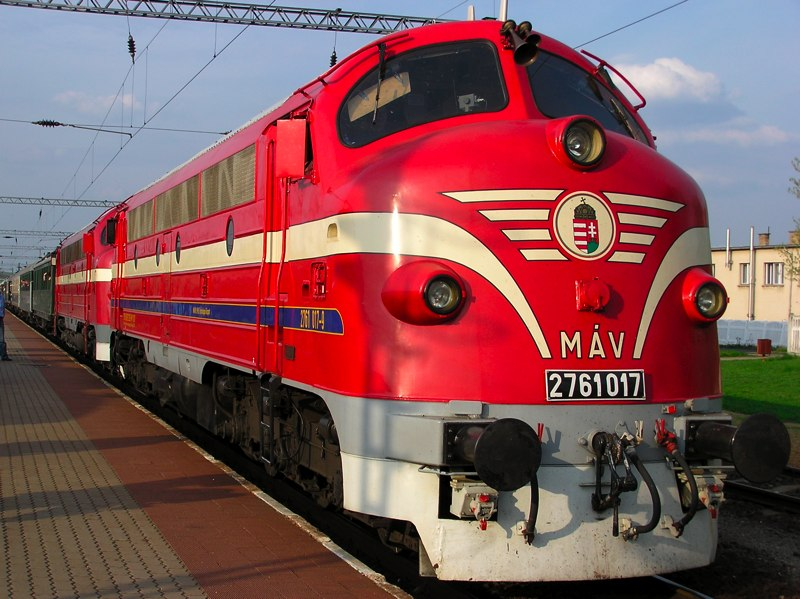
Nosztalgiavonat 2006-ban
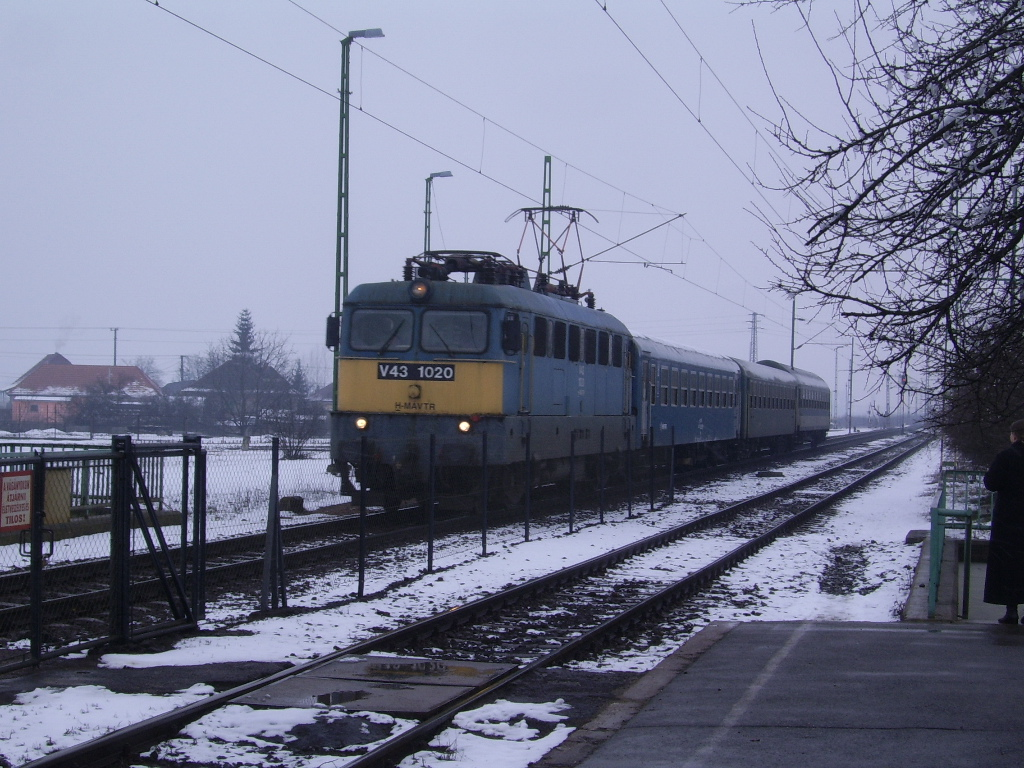
Személyvonat Onga állomáson
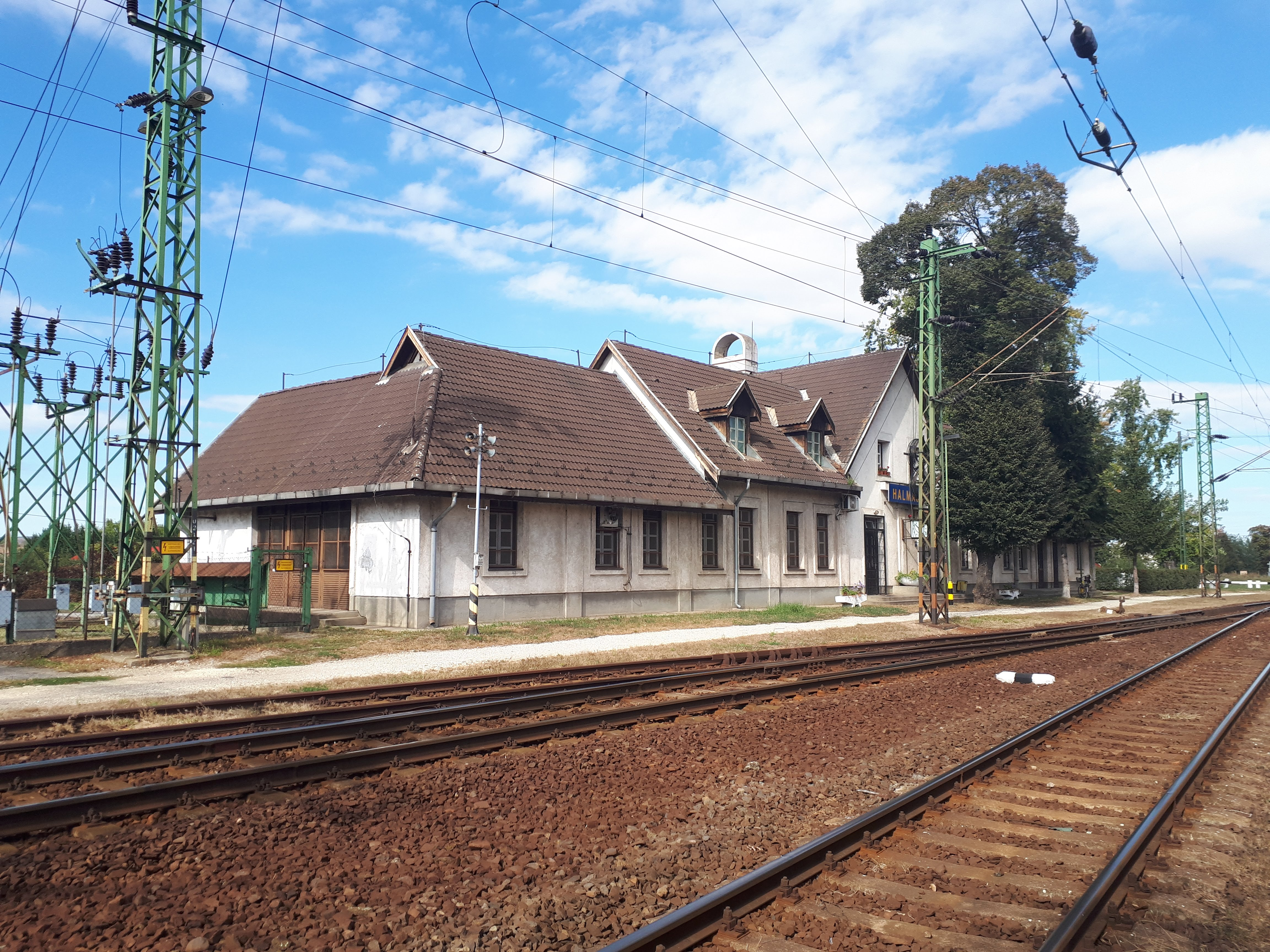
Halmaj vasútállomás
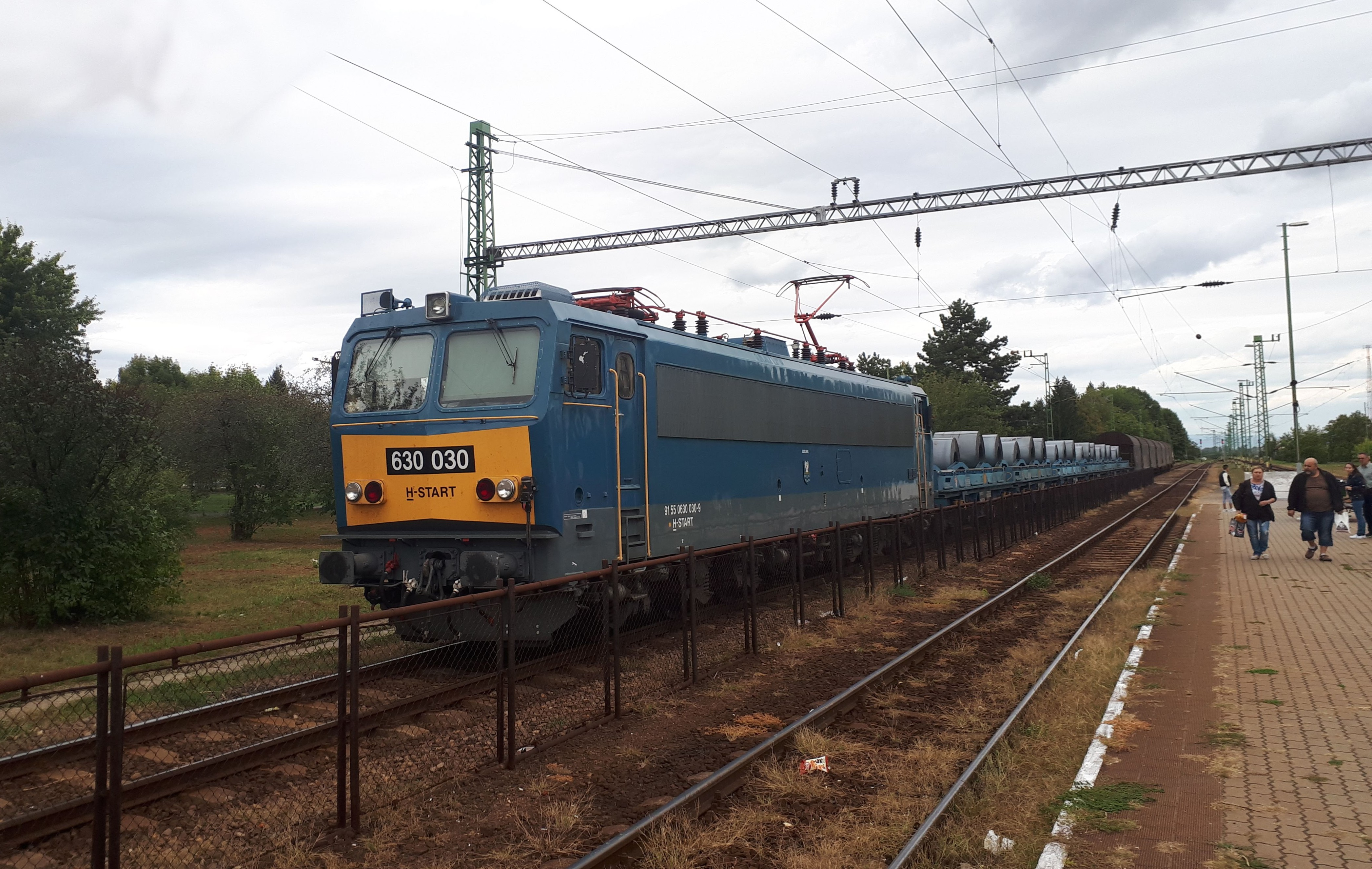
Tehervonat Forró-Encsen